# 動詞的名詞
動詞的名詞 (どうしてきめいし、英：verbal noun, 仏：nom verbal) とは、動詞から作られたもしくは動詞に対応する名詞である。異なる言語は異なるタイプの動詞的名詞を有しており、これをさまざまなしかたで形成および使用する。英語における動詞的名詞の一例は、“Singing is fun.” という文における語 singing である (これは動詞 sing から作られた名詞である)。動詞的名詞は英語 (またはラテン語) の用法における不定詞 (infinitive) や動名詞 (gerund) のような非定形 (non-finite) の動詞形 (準動詞) でありうる。それらはまた動詞から作られる「純粋な」動詞的名詞にもありうるが、文法的に動詞というよりは完全に名詞のようにふるまう (たとえば直接目的語をとらない)。このような場合は動詞由来名詞 (deverbal noun) とも呼ばれる。

## 動詞的名詞の類型
動詞的名詞は、たとえば適切な目的語 (通常は主語ではない) をとり副詞によって修飾され、動詞句を作ってそれがより大きな文のなかで名詞句として用いられるような、動詞の統語論に従う準動詞形でありうる。英語ではこれは to 不定詞および動名詞によってなされうる。以下の不定詞を用いた例では、名詞句として働く動詞句は下線部、to 不定詞そのものは太字になっている：
To err is human, to forgive divine.
Jan likes to go fishing on Sundays.
His greatest desire was to serve his country.
第 1 文では動詞的名詞句は主語の役割を果たしており、残りの例文では動詞の目的語または補語になっている。この型の名詞句が用いられうる文法的文脈には制限があり、不定詞はまたそれが名詞とはみなされえないようなべつの用法をもっている。詳細については不定詞の項を参照のこと。
次の例では動名詞を用いている (動名詞自身は太字、名詞句として働く動詞句には下線を引いてある)：
Speaking is not always wise.
We enjoy playing football.
やはりこのような句の出現には文法的制限がある。英語では動名詞として働く -ing 形は現在分詞としても働き、この後者は名詞としてよりは形容詞的ないし副詞的に用いられる。詳細については動名詞および分詞の項を参照のこと。
しかしながら、動詞から派生しながらも文法的には動詞としてではなく完全に名詞としてふるまう、べつのタイプの動詞的名詞も存在する。たとえば、それらは動詞ができるようには直接目的語をとらず、また副詞ではなく形容詞によって修飾される。また可算名詞として用いられ複数形にできる。これらは動詞的名詞ではなく動詞由来名詞 (deverbal noun) と呼ぶ場合もある。英語ではこうした名詞は動詞に接尾辞 -ing を付して作ることができ、動名詞と同じ形をとる。こうした用例は以下に与えられる：
The killing of the president was an atrocious crime.
Most verses of the psalm have multiple readings.
Killing the president の動名詞用法 (そこでは動詞は直接目的語をとっている) と、the killing of the president という純粋な動詞的名詞用法との違いに注意せよ。後者では直接目的語はなく、行為の被動者 (大統領) は前置詞 of による前置詞句を用いて表されている。
名詞は動詞からべつのしかたでも作られうる。たとえば動詞 discover から discovery ができるように異なる接尾辞を付加すること、あるいは動詞 love から名詞 love ができるように単純な品詞転換である。一般的な生産手続きはない。すなわち、これを任意の動詞から名詞を作るのに適用することはできない (たとえば動詞 uncover に対する名詞 *uncovery はない)。同様の現象はほかの多くの言語でも見られる。このような名詞は動詞的名詞と呼ぶことも呼ばないこともある。これらが存在するとき、これらはしばしば規則的に形成される動詞的名詞に置きかわる傾向にある (動名詞としてより一般的なのに、discovering よりも discovery のほうが通常用いられるように) か、そうでなければ意味における区別が確立される。
ほかの言語にはほかの特定の型の動詞的名詞があることがある。ラテン語に見られるそのような型は、英語の to 不定詞の特定の用法に対応するところのスピーヌム (目的分詞) である (スピーヌム supine という語は、ほかの言語の説明ではまたさまざまに用いられる；英語の to 不定詞も supine と呼ばれることがある)。

## 行為者の特定
定形でないゆえ、動詞的名詞はふつう主語をもたず、またそれゆえ示された行為の遂行者 (行為者、agent) はしばしば特定されない。しかし一般的には、必要ならば行為者の特定は動詞的名詞の型と当該言語の文法とに従った方法を用いて可能である。
英語ではさまざまな型の動詞的名詞に伴って行為者の表現が以下のような方法で可能である：
- to 不定詞には、行為者を示す for によって導入される前置詞句が先行することがある。例：It would be nice for the flowers to stand here. (これはあらゆる文法的文脈において可能なわけではない；例として、I want to run. に対して *I want for him to run. と言うことはできない；ここで要求される構文は I want him to run. である)
- 動名詞では、行為者は所有形容詞を用いて表現しうる：my arriving; John's entering the competition. 口語英語では、単純に名詞や代名詞をかわりに用いることが一般的であるが、これは非文法的とみなされることがある；融合分詞 (fused participle) の項を参照のこと。
- 純粋な動詞的名詞では、行為者は by による前置詞句 (これは受動態の場合にもなされる) か所有詞によって表されうる。たとえば、the killing of the president by Oswald または Oswald's killing of the president と言うことができる。実際には行為者および被行為者 (目的語) は両方とも所有詞および of 句によって表しうる。ただし所有詞は行為者、of は被行為者のほうが一般的である (もし最後の例のように両方が用いられた場合、所有詞は曖昧さなく行為者を指す)。

## その他の言語における動詞的名詞の使用例
島嶼ケルト語においては、動詞的名詞は進行形の構文に用いられる：
アイルランド語：Tá an fear ag marú an éisc.
ウェールズ語：Mae'r dyn yn lladd y pysgod.
文字どおりには「その男は魚の殺しにいる the man is at/in (the) killing of the fish」、すなわち「その男は魚を殺している」となる。動詞的名詞の「目的語」は実際には属格に置かれることに注意せよ (アイルランド語では位置と形態、ウェールズ語では位置のみによって示されている)。
ギリシア語の動詞的名詞は、接尾辞 -σιμο (-simo) または -σμα (-sma) を第 1 活用動詞、-αμα (-ama) または -ημα (-ima) を第 2 活用動詞の語幹につけることで作られる。すべての動詞が動詞的名詞をもつわけではない。例：
- γράφω / γράψιμο (gráfo / grápsimo)
- διαβάζω / διάβασμα (diavázo / diávasma)
- πετώ / πέταμα (petó / pétama)
- τηλεφωνώ / τηλεφώνημα (tilefonó / tilefónima)

マケドニア語の動詞的名詞 (глаголска именка, glagolska imenka) は、動詞形に接尾辞 -ње (-nje) をつけることで作られる。例：игра (igra, 彼は遊ぶ) — играње (igranje, 遊び)。これらの形は動詞から派生する。同様の形はロシア語、チェコ語、ポーランド語といったほかのスラヴ語にも存在する。